# Pindsvinet
Pindsvinet er en fransk film instrueret af Mona Achache i 2008 og udgivet i 2009. Manuskriptet er frit inspireret af Muriel Barberys roman Pindsvinets elegance.

## Handling
Paloma er en meget intelligent 11-årig pige. Hendes afsky for hendes forældres og søsterens middelmådighed gør, at hun ikke ønsker at leve sådan. Hun beslutter sig derfor for, at begå selvmord ved sin næste fødselsdag.
Renée Michel, en gnaven 54-årig vicevært, lever som en eneboer i bygningen, hvor Paloma og hendes familie bor, og hvor hun skjuler sin store litterære interesse for hendes arbejdsgivere, som derfor kun ser en vicevært uden intelligens eller talent.
En dag flytter en ny beboer, Hr. Ozu, ind i bygningen. Han er enkemand og af japansk oprindelse og kommer til at ændre hverdagen for Paloma og Renée.

## Medvirkende
- Josiane Balasko: Fru Renée Michel, viceværten
- Garance Le Guillermic: Paloma Josse, pigen
- Togo Igawa: Hr. Kakuro Ozu, den nye beboer i bygningen
- Anne Brochet: Solange Josse, Palomas mor
- Wladimir Yordanoff: Paul Josse, Palomas far
- Sarah Lepicard: Colombe Josse, Palomas ældre søster
- Gisèle Casadesus: Fru De Broglie, pensionist på 3. sal
- Jean-Luc Porraz: Jean-Pierre, den ensomme skakspiller
- Ariane Ascaride: Manuela Lopez, husholdersken
- Samuel Achache: Tiberius
- Valérie Karsenti: Mor til Tiberius
- Stephan Wojtowicz: Far til Tiberius
- Miyako Ribola: Yoko Ozu, Kakuros barnebarn

## Om filmen

### Tilpasning af romanen
Inspireret af Muriel Barberys Pindsvinets elegance, har Mona Achache lavet en del tilpasninger. Således slettede hun nogle scener i romanen for at tilføje andre. Dagbogen, hvor Paloma noterer sine observationer af sin "borgerlige" og "morbide" verden, erstattes af et videokamera. Dette gør det muligt, at bringe visse elementer i teksten på skærmen, hvor Fru Michel henvender sig til læseren, og erstatter det traditionelle " voice-over"-system. Derudover er eventyret med guldfisken en tilføjelse.

### Andet
Filmen udspilles i rue Eugène Manuel i Paris 16. arrondissement.

## Udmærkelser
- 2009 Cairo International Film Festival
- 2010 Seattle International Film Festival